# Clavicoccus
Clavicoccus là một chi côn trùng thuộc họ Pseudococcidae. 

## Các loài
Chi này có các loài sau:
- Clavicoccus erinaceus Ferris, 1948
- Clavicoccus tribulus Ferris, 1948